# Йокерьо (община)
Община Йокерьо (на шведски: Öckerö kommun) е разположена в лен Вестра Йоталанд, югозападна Швеция с обща площ 26 km2 и население 12 574 души (към 31 декември 2013). Административен център на община Йокерьо е едноименния град Йокерьо.